# 7,5cm polní kanón vzor 1911
7,5 cm polní kanón d/29 vzor 1911 byl polní kanón vyráběný ve Škodových závodech těsně před první světovou válkou. Byl použit během této války a některé kusy byly ve výzbroji československé armády ještě v roce 1938.

## Historie
Na přelomu 19. a 20. století se velitelství rakousko-uherské armády rozhodlo přezbrojit a zastaralé kanóny s pevnou hlavní 9 cm M 1875/96 nahradit modernějšími se zákluzovou hlavní. Pro tento účel vyrobily Škodovy závody v Plzni v letech 1900-1904 několik prototypů děl s ocelovou hlavní. Rakousko-uherská generalita ale dala přednost rakouské konstrukci 8 cm kanónu M 1905 s hlavní z bronzu. Lafety těchto kanónů se pak vyráběly v Plzni.
Česká konstrukce s ocelovou hlavní ale zaujala velitelství čínské armády a v roce 1911 bylo vyrobeno několik kusů pod označením K/1911. Po jejich testech čínská armáda objednala v roce 1914 sérii těchto děl. Část vyrobených kanónů ale byla po vypuknutí 1. světové války zadržena v Itálii. Děla pak použila ve válce italská armáda.
Dalších 24 kanonů, vyrobených pro Čínu zabavila rakousko-uherská armáda ještě ve Škodových závodech a používala je na stejných bojištích. Po skončení války přešly některé tyto kanóny do výzbroje československé armády. Ještě během mobilizace v roce 1938 se ve válečné rezervě nacházelo šest těchto děl.

## Popis
Zákluzový kanón ráže 75 mm s ocelovou hlavní, vodorovný klínový závěr, kapalinová zákluzová brzda, zpruhový vratník. Dělo bylo vybaveno moderním panoramatickým dělostřeleckým dalekohledem Goerz.

## Technické údaje
- Výrobce: Škoda Plzeň
- Ráže: 75 mm
- Hmotnost: 925 kg
- Délka:
- Odměr:
- Náměr:
- Rychlost střelby:
- Váha střely: 6 kg
- Úsťová rychlost: 510 m/s
- Dostřel: 6 000 m

## Galerie

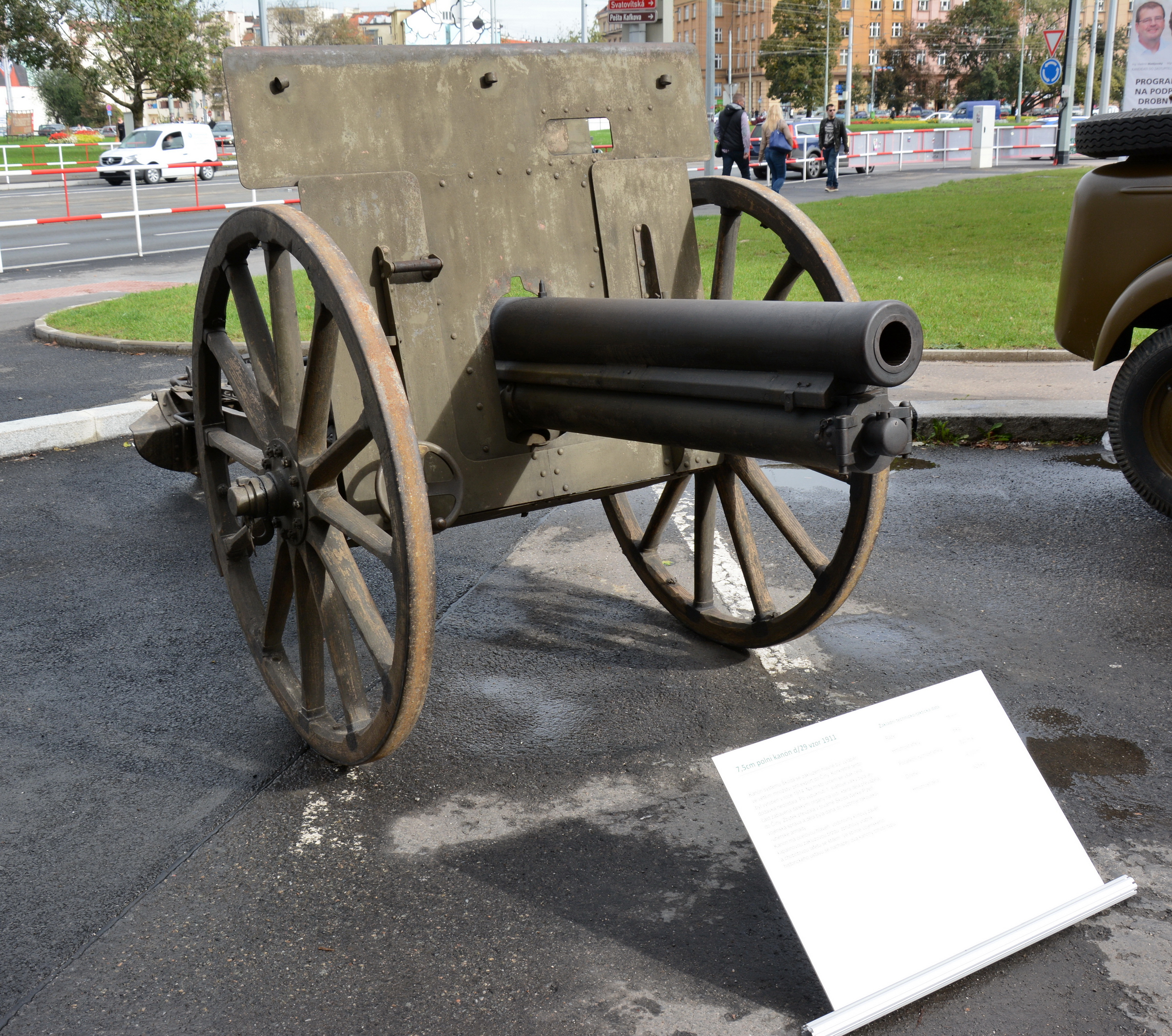
Celkový pohled.
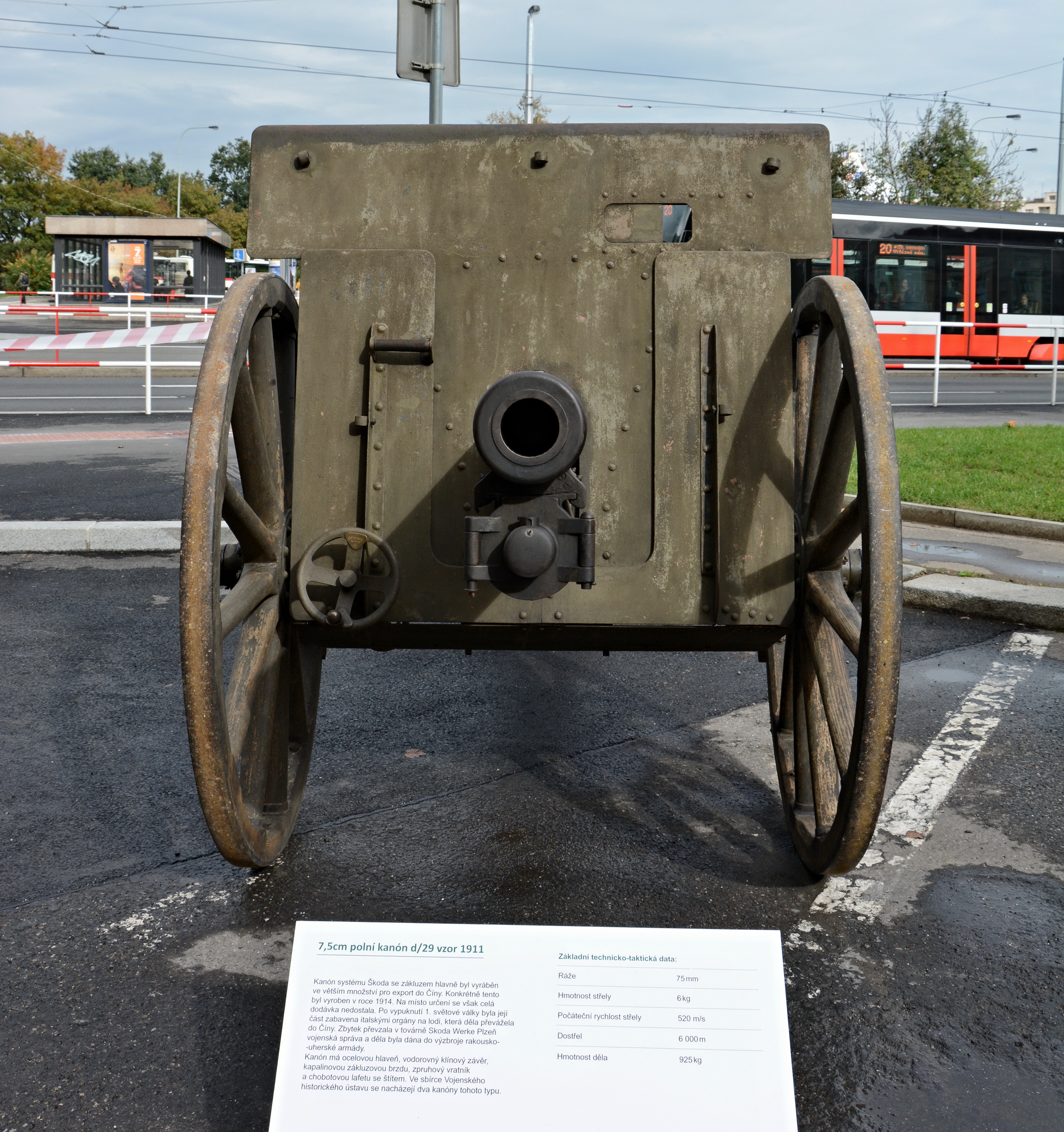
Pohled zepředu.
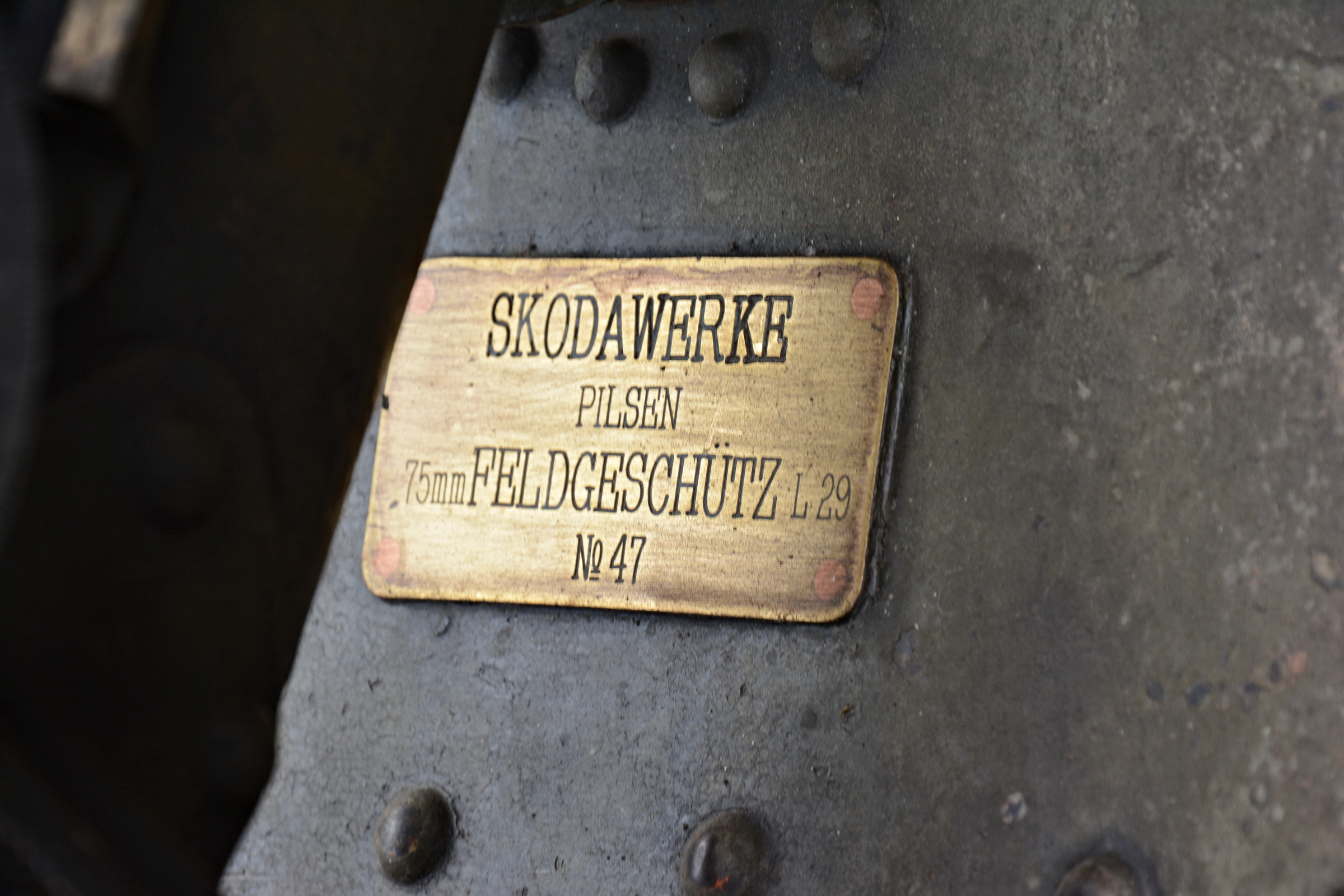
Výrobní štítek.
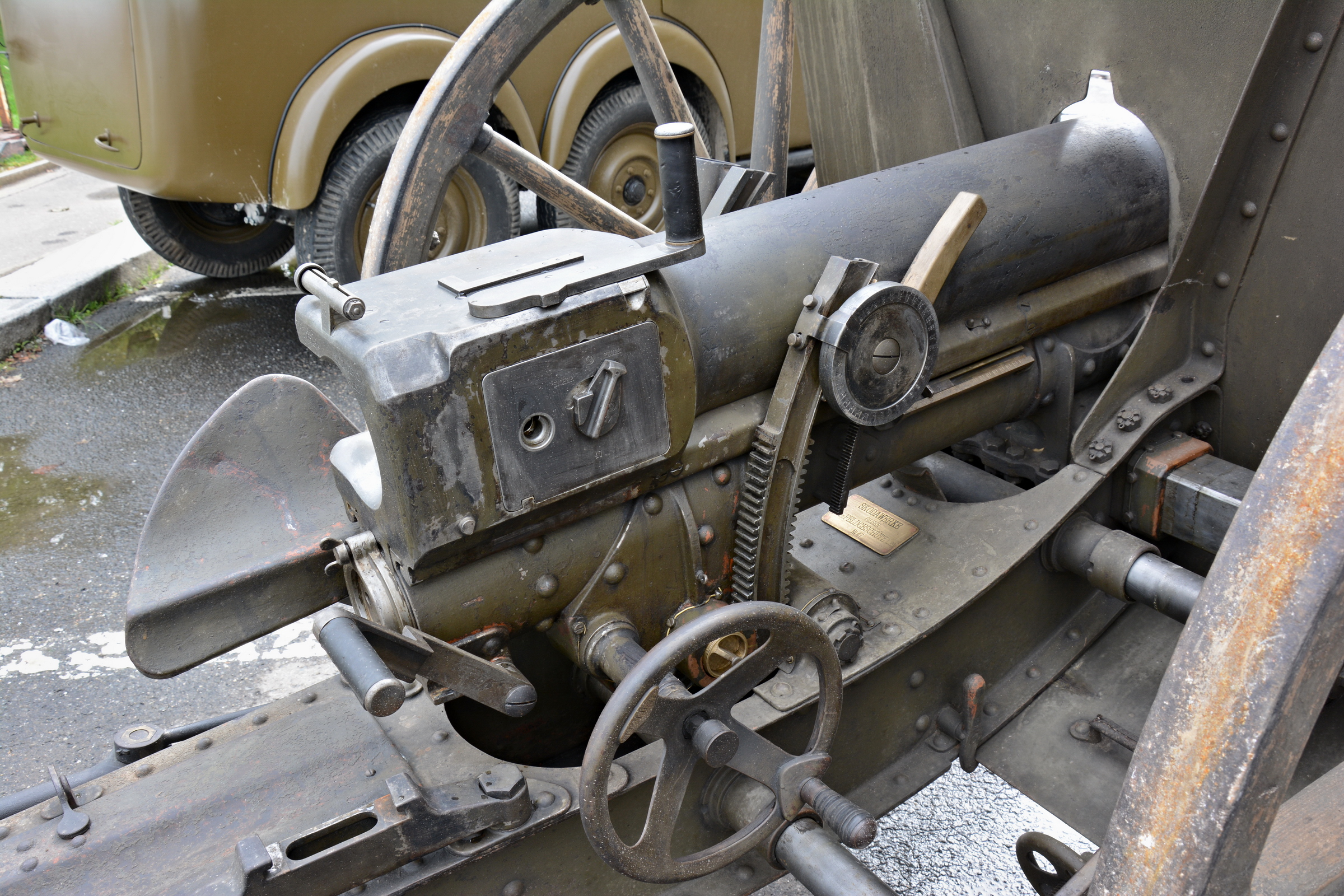
Závěr kanónu zprava.
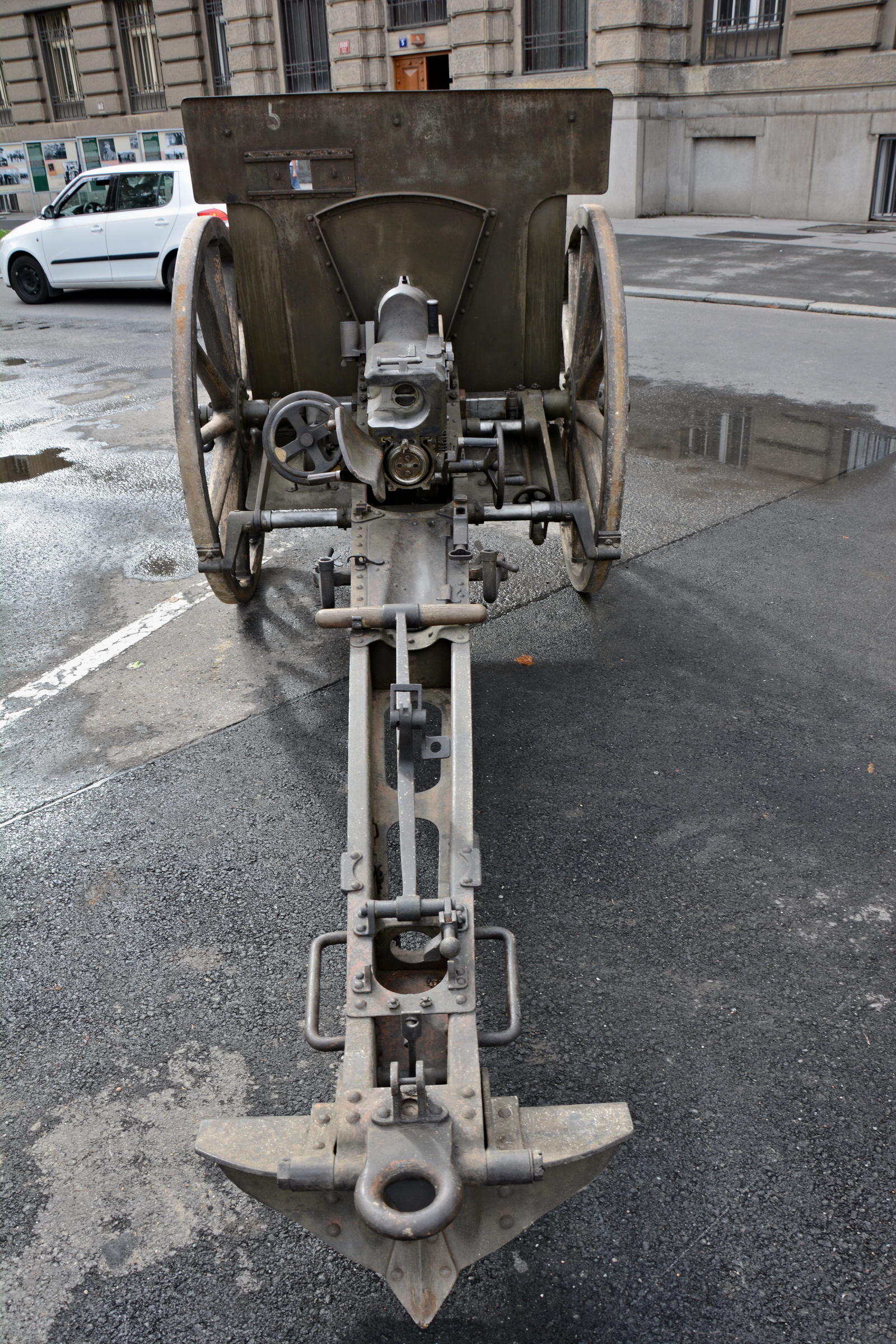
Pohled zezadu na lafetu.
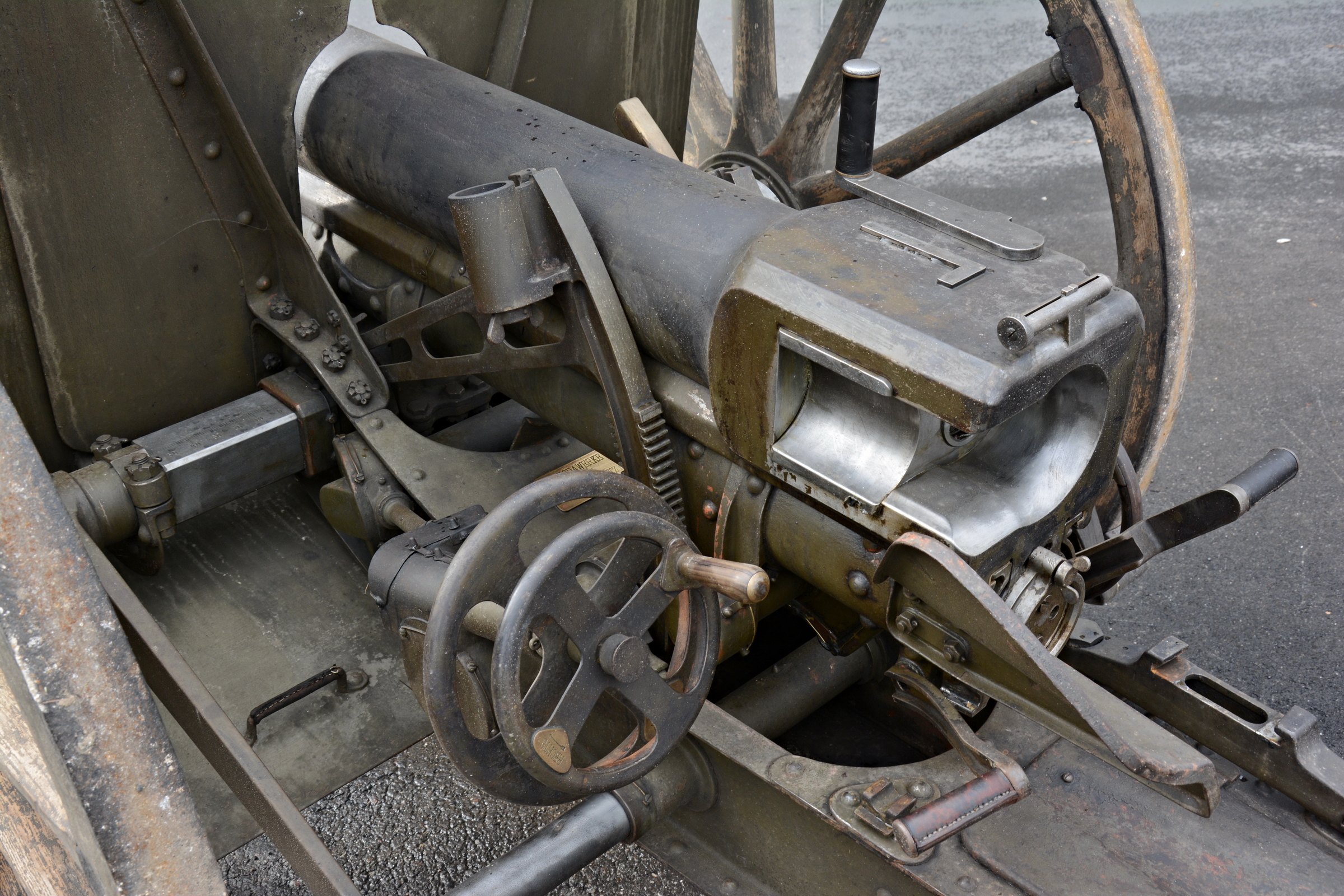
Závěr kanónu zleva.